# Československá národní demokracie
Československá národní demokracie (ČsND), též Národní demokracie byla prvorepubliková konzervativněnacionální strana. Členové strany se scházeli v Národním domě na Smíchově v Praze 5.

## Historie strany

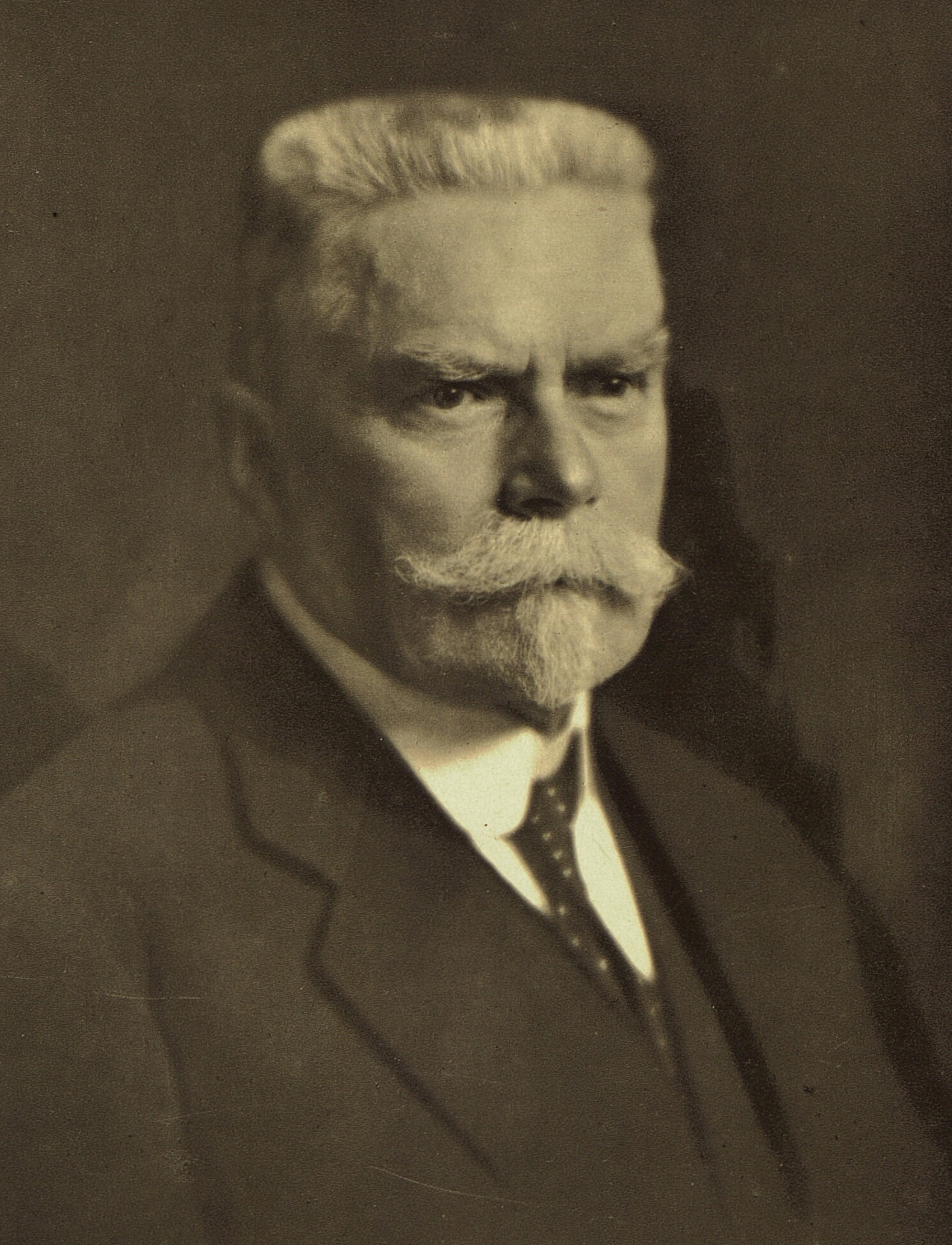
Zakladatel a předseda strany JUDr. Karel Kramář.

### Vznik a ideologie
V únoru roku 1918 došlo ke sloučení Mladočechů se Stranou státoprávně pokrokovou, Lidovou stranou pokrokovou na Moravě a částí Pokrokové strany (realisté) ve stranu nesoucí název Česká státoprávní demokracie. V březnu pak k této nové straně přistupují i staročeši. Roku 1919 byla strana přejmenována na Československou národní demokracii (ČsND), protože státoprávní požadavek byl již naplněn vznikem Československa.
K přejmenování strany a vytyčení politického programu pro fungování v Československu došlo na valném sjezdu České státoprávní demokracie, který se konal ve dnech 24. – 26. března 1919. Vedení strany přijalo všenárodní smýšlení a vymezilo se vůči zaměřování se na určité třídy či stavy. Hlásali nutnost sociální spravedlnosti, ale výhradně odmítali socialismus. Ideologicky zastávali především český nacionalismus a demokracii. Přáli si silný kontrolní stát a rozsáhlou státní správu. Za nutnou považovali i silnou armádu a policii. V sociálně integrační politice zastávali postoj českého státu s menšinami Slováků, Němců a Maďarů. Tyto menšiny měly mít rovné příležitosti a zacházení jako Češi, ale musely by přijmout a dodržovat pravidla a nařízení státu. Strana alespoň rétoricky podporovala rovnost žen a mužů a aktivní politickou angažovanost žen. V otázkách provázanosti církve se státem jasně prosazovali sekularizaci. Zachovávali však svobodu vyznání a vliv křesťanské morálky. Obecně podporovali solidaritu a rozmach vzdělání. Plně podporovali vznik československé republiky. V zahraniční politice se chtěli orientovat na USA, Spojené království a carské Rusko.
Předsedou Národní demokracie byl až do jejího splynutí do strany Národního sjednocení Karel Kramář. Významnými členy byli JUDr. Jaroslav Budínský, JUDr. Antonín Hajn, JUDr. Přemysl Šámal, JUDr. Alois Rašín, Adolf Stránský, Josef Matoušek starší, František Sís, Karel Sokol, JUDr. Jaroslav Stránský, Antonín Kalina, Viktor Dyk, PhDr. Jan Herben, prof. František Mareš, prof. Alois Jirásek, konzervátor ochrany přírody Jindřich Ambrož, spoluzakladatel české turistiky v Krkonoších Jan Buchar nebo prof. Bohumil Němec.
Jako stranický tisk i nadále sloužily Národní listy, které řídil František Sís.

### 20. a 30. léta 20. století

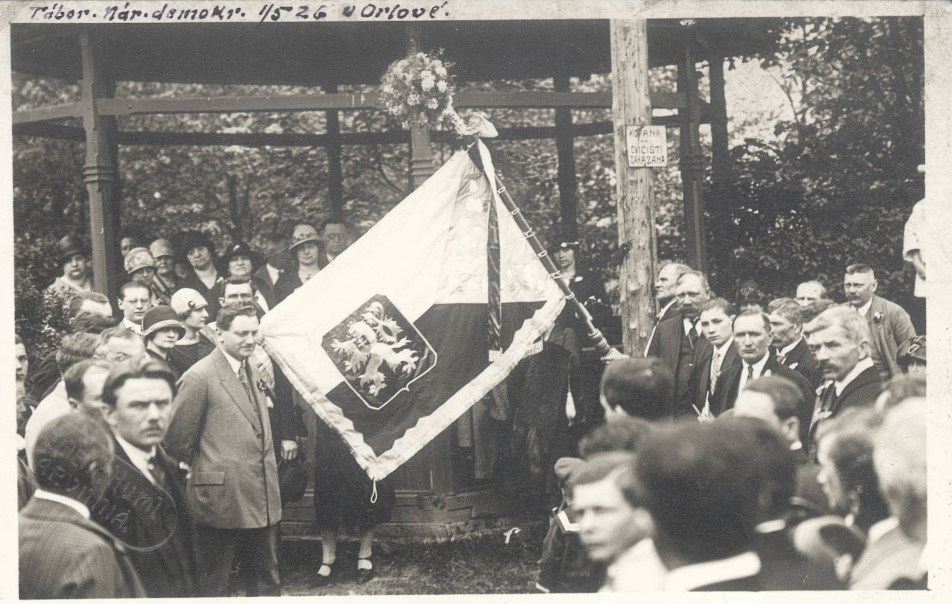
Shromáždění národní demokracie 1. května 1926 v Orlové

Většinový postoj strany zůstával zachovaný i během 20. let 20. století, kdy stále prosazovali svůj původní volební program. Konzervativní křídlo strany však kritizovalo politiky Hradu, včetně prezidenta Tomáše G. Masaryka, za přílišnou sociální politiku a slabé národní cítění. Toto křídlo se projevovalo i tehdy běžným antisemitismem (např. jejich časopis Štít národa), zejména proto, že Židé v Československu většinou mluvili německy. Již roku 1922 strana zřídila fašizující organizace Červenobílí a Národní hnutí. Propagátory tohoto směru byli především František Hlaváček a prof. František Mareš. Po vzniku Komunistické strany se tato hnutí soustředila na antikomunistickou osvětu. Politickou stranu Národní obec fašistickou však již jako svého volebního konkurenta ČsND nepodporovala.
16. září 1925 byla založena Národní strana práce, která vznikla odštěpením opozičního prohradního (zejména moravského) křídla od národní demokracie. Národní strana práce však záhy propadla ve volbách a sloučila se s Československou stranou socialistickou.
Během vypjatých 30. let strana často kritizovala politiky skupiny Hradu za jejich domnělou neschopnost vést stát a nízkou národní zapálenost. Také byla výrazně antikomunistická a částečně fašizující, ale především nacionální, kdy bojovala proti zvyšujícímu se vlivu Němců.
V říjnu 1934 se strana sloučila do Národního sjednocení.

### Volební výsledky
V prvních volbách postavili kampaň na faktu, že, jako první strana, otevřeně vystupovali proti nadvládě Rakouska-Uherska. Dále na antisocialismu a národní sounáležitosti.
14. listopadu roku 1918 byl Karel Kramář zvolen ministerským předsedou první vlády Československa. 8. července ovšem odstoupil v důsledku komunálních voleb konaných 15. června 1919 (první samostatné československé volby). Ty vyhrála Československá sociálně demokratická strana dělnická s 30 %, kdežto ČsND skončila až pátá s méně než 9 %. Sestavením nové vlády byl pověřen sociální demokrat Vlastimil Tusar, který složil rudozelenou koalici bez národních demokratů. Československá národní demokracie však vyhrála v Praze, kde získala 38 933 hlasů a 29 z 90 mandátů. V obvodu Velká Praha získala celkem 84 tisíc hlasů, a byla až třetí nejsilnější. Do pražského zastupitelstva byli za ČsND zvoleni například JUDr. Přemysl Šámal, JUDr. Josef Scheiner nebo Josef Svatopluk Machar, a také tři ženy.

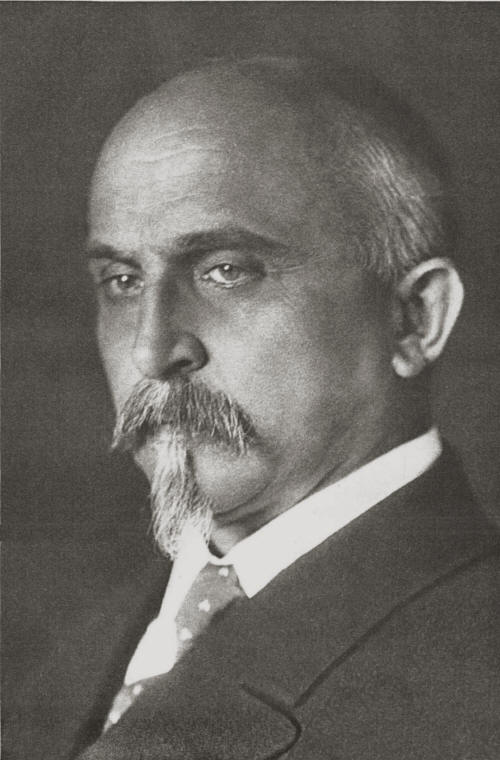
Ministr financí JUDr. Alois Rašín.

V prvních parlamentních volbách v roce 1920 Národní demokracie propadla se ziskem 6,3% a 19 mandátů v poslanecké sněmovně a 6,25 % a 10 mandátů v senátu. Poslanci byli zvoleni: Bohdan Bečka, Rudolf Bergman, Viktor Dyk, Karel Engliš (rezignoval 1925, nahradil jej Cyril Svozil), Antonín Hajn, Karel Kramář, František Lukavský, František Mašek, Josef Matoušek st., Gustav Navrátil, František Petrovický, Eliška Purkyňová, Alois Rašín († 1923, nahradil jej Jan Kamelský), František Sís (rezignoval 1920, nahradil jej Ladislav Novák), Jaroslav Stránský (rezignoval 1921, nahradila jej Josefa Rosolová), Jaromír Špaček, Václav Veverka (rezignoval 1924, nahradil jej František Samek), Vilém Votruba, od roku 1923 v poslaneckém klubu hospitovali Josef Hudec a Jaroslav Stejskal (zvoleni za Soc. str. prac. lidu), o rok později i Jozef Vrabec (zvolen za SĽS). Do senátu byli zvoleni: Jaroslav Brabec, Vladimír Fáček, Bohuslav Franta, Jan Herben (rezignoval 1925, nahradila jej Božena Viková-Kunětická), Alois Jirásek, František Mareš, Ondřej Přikryl, Karel Sokol († 1922, nahradil jej František Malinský), Adolf Stránský (rezignoval 1925, nahradil jej Josef Seifert), Josef Žďárský (rezignoval 1922, nahradil jej Bohumil Němec), členem klubu se stal i Matúš Dula zvolený za Slovenskou rolnickou a národní stranu.
Opět byla ustanovena vláda bez ČsND. 7. října 1922 byla ustanovena vláda všenárodní koalice s účastí národních demokratů.
Komunální volby ze září 1923 byly opět v celostátním měřítku fiasko, ale Praha, jako tradiční centrum strany, zůstala v rukou ČsND. V obvodu Velká Praha celkem strana od posledních voleb mírně posílila, získala 86 tisíc hlasů a 23 mandátů, tím se stala nejsilnější stranou ve volebním obvodu. Kandidátní listinu v tomto roce vedl JUDr. Ludvík Vaněk.
15. listopadu 1925 se konaly druhé parlamentní volby ve kterých ČsND získala v poslanecké sněmovně rovných 4% a 13 mandátů a v senátu 7 mandátů. Pokračoval mírný pokles hlasů pro Národní demokracii. Poslanci byli zvoleni: Jan Dvořáček (rezignoval 1926, nahradil jej Josef Kvasnička), Antonín Hajn, František Ježek, Karel Kramář, František Lukavský, Josef Matoušek st., Gustav Navrátil, Ladislav Novák, František Petrovický, Gejza Rehák, František Samek, Jaromír Špaček, Vilém Votruba. Do senátu byli zvoleni: Bohumil Baxa, Bohdan Bečka, Jaroslav Brabec, Viktor Dyk, Vladimír Fáček, Jan Miller, Bohumil Němec.
V říjnových komunálních volbách roku 1927 ČsND oslabila, sice uhájila prvenství ve vnitřní Praze, ale v obvodu Velká Praha skončila na druhém místě za československými národními socialisty. ČsND získala 71 tisíc hlasů a 17 mandátů. Pražskou kandidátní listinu vedl JUDr. Alois Štůla. Celostátní zisky byly minimální. Propad zisku hlasů byl zdůvodněn spojováním ČsND s fašisty, kteří již byli ve společnosti značně zpolitizovaní.
27. října 1929 se konaly třetí parlamentní volby. V těch obdržela ČsND 4,9% a 15 mandátů. Následně se podílela na tzv. široké koalici.
V komunálních volbách z konce září 1931 vyšla strana již standardně. Celostátně byl úspěch nepatrný, ale ve Velké Praze si udrželi druhé místo. Propad za prvními národními socialisty se však zvětšil již o třicet tisíc hlasů. ČsND ve Velké Praze získala 70 tisíc hlasů a 15 mandátů. Pražskou kandidátku opět vedl JUDr. Alois Štůla.
V roce 1934 národní demokracie uzavřela dohodu s Národní ligou a Národní frontou a vytvořila společně s nimi Národní sjednocení, politické seskupení s radikálně pravicovými názory. Naděje na úspěch velké pravicové strany však nevyšly. Národní sjednocení obdrželo 5,6 % a 17 mandátů.
Československá národní demokracie byla menšinovým členem všech vlád v rozmezí let 1921 až 1934. Účastnila se všenárodní, panské i široké koalice. Zpravidla na pozici ministra průmyslu a obchodu či ministra financí.

### Významné osobnosti strany
Straníci zastávající významné státní funkce.
- JUDr. Karel Kramář – předseda vlády (11/1918 – 7/1919), předseda strany (3/1919 – 10/1934).
- JUDr. Alois Rašín – ministr financí (11/1918 – 7/1919) a (10/1922 – 2/1923).
- JUDr. Adolf Stránský – ministr obchodu (11/1918 – 7/1919).
- Ladislav Novák – ministr průmyslu a obchodu (9/1921 – 10/1922), (10/1922 – 12/1925), (1928 – 2/1929) a (2/1929 – 12/1929).
- Bohdan Bečka – náhradní ministr financí za Aloise Rašína (2/1923 – 12/1925).
- Jan Dvořáček – ministr průmyslu a obchodu (12/1925 – 3/1926).
- František Peroutka – ministr průmyslu a obchodu (10/1926 – 1928).
- Prof. JUDr. Karel Engliš – ministr financí (12/1929 – 4/1931).
- Josef Matoušek starší – ministr průmyslu a obchodu (12/1929 – 10/1932) a (10/1932 – 2/1934).
- Prof. Kamil Krofta – ministr zahraničí (2/1936 – 9/1938).[8]
- František Ježek – ministr bez portfeje (3/1938 – 5/1938) a v téže vládě následně ministr veřejného zdravotnictví a tělesné výchovy (5/1938 – 9/1938)

## Volební výsledky

### Poslanecká sněmovna
| Volby | Hlasy   | Hlasy | Mandáty | Mandáty | Pozice | Postavení |
| Volby | Abs.    | %     | Abs.    | ±       | Pozice | Postavení |
| ----- | ------- | ----- | ------- | ------- | ------ | --------- |
| 1920  | 387 552 | 6,3   | 19/281  |         | 6.     | Opozice   |
| 1925  | 284 628 | 4,0   | 13/300  | ▼6      | ▼11.   | Vláda     |
| 1929  | 359 547 | 4,9   | 15/300  | ▲2      | ▲9.    | Vláda     |

### Senát
| Volby | Hlasy   | Hlasy | Mandáty | Mandáty | Pozice |
| Volby | Abs.    | %     | Abs.    | ±       | Pozice |
| ----- | ------- | ----- | ------- | ------- | ------ |
| 1920  | 354 561 | 6,8   | 10/150  |         | 6.     |
| 1925  | 256 360 | 4,2   | 7/150   | ▼3      | ▼11.   |
| 1929  | 325 023 | 5,0   | 8/150   | ▲1      | ▲9.    |